# Liste der Stolpersteine in Borna
Die Liste der Stolpersteine in Borna enthält sämtliche Stolpersteine, die im Rahmen des gleichnamigen Kunst-Projektes von Gunter Demnig in Borna im Landkreis Leipzig verlegt wurden.

## Hintergrund
Die bisher einzigen Stolpersteine in Borna wurden vor dem ehemaligen Kaufhaus Britania in der Roßmarktschen Straße 32 verlegt, das auch das Wohnhaus der Familie Rose war. Die Familie hatte in Borna über 10 Familienmitglieder. Das Kaufhaus war primäres Ziel der Reichspogromnacht in Borna.
Die Verlegung wurde vom Bon Courage e. V. aus Borna veranlasst. In der Nacht vom 3. zum 4. März 2010 wurden die Stolpersteine mit Farbe beschmiert. Seit Jahren werden regelmäßig am 9. November Mahnwachen abgehalten und die Stolpersteine geputzt.

## Liste der Stolpersteine
| Bild | Verlegeort                              | Verlegedatum  | Inschrift                                                                                          | Kurzvita/Anmerkungen |
| ---- | --------------------------------------- | ------------- | -------------------------------------------------------------------------------------------------- | --- |
|      | Roßmarktsche Straße 32 04552 Borna Lage | 20. Aug. 2009 | Hier wohnte Calet Karl Rose Jg. 1888 verhaftet 1938 Sachsenhausen deportiert 1942 ermordet in Riga | Calet „Karl“ Rose (* 11. März 1888 in Krakau, † in Riga), Kaufmann, seit 1914 Inhaber des Kaufhaus Britania, ab 12. September 1938 kurzzeitig im KZ Sachsenhausen, wohnte wenige Wochen mit seiner Familie im „Judenhaus“ Funkenburgstraße 16 im Leipziger Waldstraßenviertel, im Dezember 1938 erneut verhaftet, Schicksal nach 1943 ungeklärt                             |
|      | Roßmarktsche Straße 32 04552 Borna Lage | 20. Aug. 2009 | Hier wohnte Manfred Rose Jg. 1928 deportiert 1942 Riga ermordet 20.11.1942                         | Manfred Rose (* 18. März 1928 in Borna, † 20. November 1942 im Ghetto Riga), am 21. Januar 1942 nach Riga deportiert |
|      | Roßmarktsche Straße 32 04552 Borna Lage | 20. Aug. 2009 | Hier wohnte Berta Rose geb. Stieglitz Jg. 1892 deportiert 1942 Riga ermordet 2.3.1945 Stutthof     | Beila/Bella Bertha/Berta Rose, geb. Stieglitz (* 18. April 1892 in Krakau, † 2. März 1945 im KZ Stutthof), Ehefrau von Karl Rose, am 21. Januar 1942 ins Ghetto Riga und am 4. August 1944 ins KZ Stutthof deportiert |
|      | Roßmarktsche Straße 32 04552 Borna Lage | 20. Aug. 2009 | Hier wohnte Norbert Rose Jg. 1924 deportiert 1943 ermordet in Auschwitz                            | Norbert Rose (* 8. Januar 1924 in Borna), Sohn von Bella und Karl Rose, nach der Schule Schlosserlehre in Berlin-Reinickendorf, am 3. Februar 1943 ins KZ Auschwitz deportiert |
|      | Roßmarktsche Straße 32 04552 Borna Lage | 20. Aug. 2009 | Hier wohnte Heinz Erich Rose Jg. 1931 deportiert 1942 Riga Stutthof ?                              | Heinz Erich Rose (* 15. Juni 1931 in Borna, † im KZ Stutthof), am 21. Januar 1942 ins Ghetto Riga und am 25. Juli 1944 ins KZ Stutthof deportiert |
|      | Roßmarktsche Straße 32 04552 Borna Lage | 20. Aug. 2009 | Hier wohnte Susan Rose Jg. 1925 deportiert 1942 Riga Stutthof Bergen-Belsen überlebt               | Ruth Susan Rose (* 14. August 1925 in Borna), Tochter von Bella und Karl Rose, erlebte die Reichspogromnacht im Kaufhaus und sagte später im Gerichtsprozess dazu aus, suchte nach dem Krieg erfolglos ihren Bruder Norbert und ihren Vater u. a. mit Unterstützung des Bornaer Bürgermeisters Erich Ulbricht, besuchte Borna 1947, emigrierte Anfang der 1950er in die USA |